# Équivalent roches denses
L'équivalent roches denses, plus couramment abrégé en DRE pour l'anglais dense-rock equivalent, est un indice utilisé en volcanologie pour estimer le volume de matière solide (téphra) émis lors d'une éruption volcanique. Le DRE sert ensuite à son tour pour estimer l'indice d'explosivité volcanique (VEI). Le calcul du DRE compense la porosité des roches et donc leur contenu fluide (gaz volcaniques, air interstitiel) qui peut être variable, ce qui permet de comparer des roches de masses volumiques différentes et donc des éruptions ayant émis des roches différentes. Il prend en compte les émissions solides produites par explosion (pierre ponce, cendres, coulées pyroclastiques) mais pas les émissions de magma fluide (lave). Le DRE est généralement exprimé en kilomètre cube (km3).

## Calcul
Les estimations historiques et géologiques des volumes de téphra sont généralement obtenues en cartographiant la répartition et l'épaisseur des dépôts volcaniques sur le sol après la fin de l'éruption. Pour les éruptions volcaniques les plus anciennes, des estimations supplémentaires doivent être faites sur les dépôts de téphra qui pourraient avoir changé de manière significative au fil du temps par d'autres processus géologiques, notamment l'érosion. Les volumes de téphra mesurés de cette manière doivent ensuite être corrigés pour tenir compte des espaces vides (pores et vésicules) pour obtenir une estimation du volume de matière solide uniquement. Cette correction est effectuée en calculant le rapport entre la masse volumique apparente de la roche avec la masse volumique connue du magma de composition chimique équivalente et sans gaz. Le résultat du calcul est appelé l'équivalent roches denses (DRE),.
Le DRE d'un dépôt volcanique est calculé à l'aide de la formule suivante :
{\displaystyle DRE_{i}=V_{i}\cdot {\frac {\rho _{i}}{\rho _{mag}}}}
avec
- {\displaystyle V_{i}} le volume du dépôt (km3)
- {\displaystyle \rho _{i}} la masse volumique du dépôt (kg/m3)
- {\displaystyle \rho _{mag}} la masse volumique du magma équivalent (kg/m3)

Ensuite, pour obtenir le DRE total d'une éruption volcanique, il suffit d'additionner les DRE de chaque dépôt identifié :
{\displaystyle DRE_{total}=\sum DRE_{i}}

## Exemple du Pinatubo
L’éruption du Pinatubo en 1991, aux Philippines, est un exemple facile et bien documenté. L'éruption a laissé deux dépôts principaux qui constituent ici la base du calcul : les chutes de pierre ponce et les dépôts de coulées pyroclastiques. L'équivalent magmatique est de composition dacitique, ce qui donne un DRE total d'environ 5 km3. Le VEI est estimé à 6.
| Dépôt                  | Volume         | Masse volumique   | Masse volumique magma | DRE           |
| ---------------------- | -------------- | ----------------- | --------------------- | ------------- |
| Pierre ponce           | 3,4 à 4,4 km³  | 1100 kg/m³        | 2400 kg/m³            | 1,6 à 2,0 km³ |
| Coulées pyroclastiques | 5,0 à 6,0 km³  | 1000 à 1300 kg/m³ | 2400 kg/m³            | 2,1 à 3,3 km³ |
| Total                  | 8,4 à 10,4 km³ |                   |                       | 3,7 à 5,3 km³ |

## Exogéologie
Les calculs de DRE peuvent également être utilisés pour mesurer l'ampleur des éruptions volcaniques sur d'autres corps planétaires, comme Mars. Cependant, le défi pour réaliser ces estimations consiste à estimer avec précision la densité du dépôt de téphra ou de l'équivalent dense, à mesurer l'épaisseur du téphra, à déterminer si le téphra est lié à l'éruption étudiée ou à une éruption proche, et à estimer d'éventuelles altérations des dépôts résultant de processus géologiques qui sont peut-être moins bien compris que sur Terre.